# Pungkut
Pungkut is een bestuurslaag in het regentschap Tanggamus van de provincie Lampung, Indonesië. Pungkut telt 1846 inwoners (volkstelling 2010).